# ピーター・スカルソープ
ピーター・スカルソープ（Peter Sculthorpe、1929年4月29日 - 2014年8月8日）はオーストラリアの作曲家。
タスマニア州ローンセストン出身。7歳の時から作曲を始める。長年、シドニー大学でマスタークラスを持っており、現在は名誉教授である。主に管弦楽曲が知られており、『カカドゥ』（1988）や『アース・クライ』（1986）のように、オーストラリアの低木林地やアウトバックを想起させるものである。他に弦楽四重奏曲群や、『レクイエム』（2004）が評価を受けている。

## 作品

### 管弦楽
- 5番目の大陸～話者と管弦楽のための（1963）
- 太陽の音楽I（1965）
- 太陽の音楽II（1969）
- 太陽の音楽III（1967）
- 太陽の音楽IV（1967）
- 日本の音楽（1970）
- 小さな町～ソロ・オーボエ、2本のトランペット、ティンパニーと弦楽のための（1976）
- マングローブ（1979）
- カカドゥ（1988）
- メメント・モリ（1993）
- グレート・サンディ・アイランド (1998) (サントリーホール国際作曲委嘱シリーズ No.22)[1]
- オセアニアより（2003）

### 協奏曲
- ピアノ協奏曲（1983）
- アース・クライ～ディジェリドゥーと管弦楽のための（1986）
- エレジー～ヴィオラと弦楽のための（2006）

### 声楽・合唱
- レクイエム

### 室内楽・器楽
- ソナタ～ヴィオラとパーカッションのための（1960）
- レクイエム～チェロのための（1979）
- 弦楽四重奏曲（第1番～第15番）